# Festiwal muzyczny

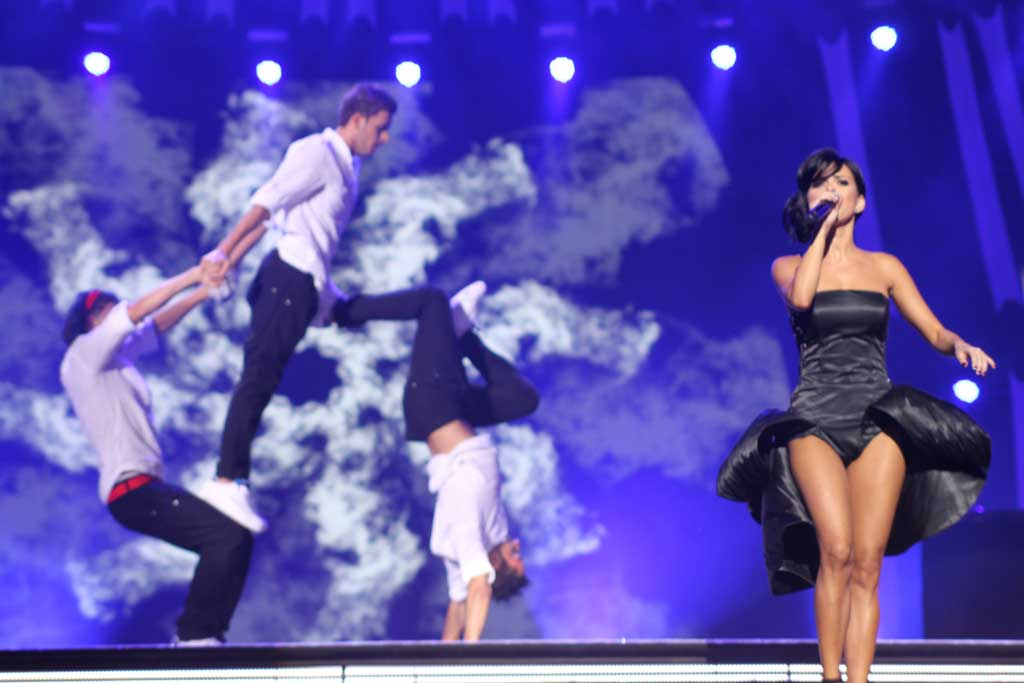
Festiwal muzyczny

Festiwal muzyczny – cykl (często kilkudniowy) imprez i widowisk, których głównym elementem są występy muzyczne zaproszonych wykonawców. Festiwale muzyczne przyjmują nierzadko formułę konkursu. Ze względów praktycznych festiwale odbywają się częściej w sezonie letnim.

## W Polsce

### Festiwale bluesowe
- Bies Czad Blues w Bieszczadach

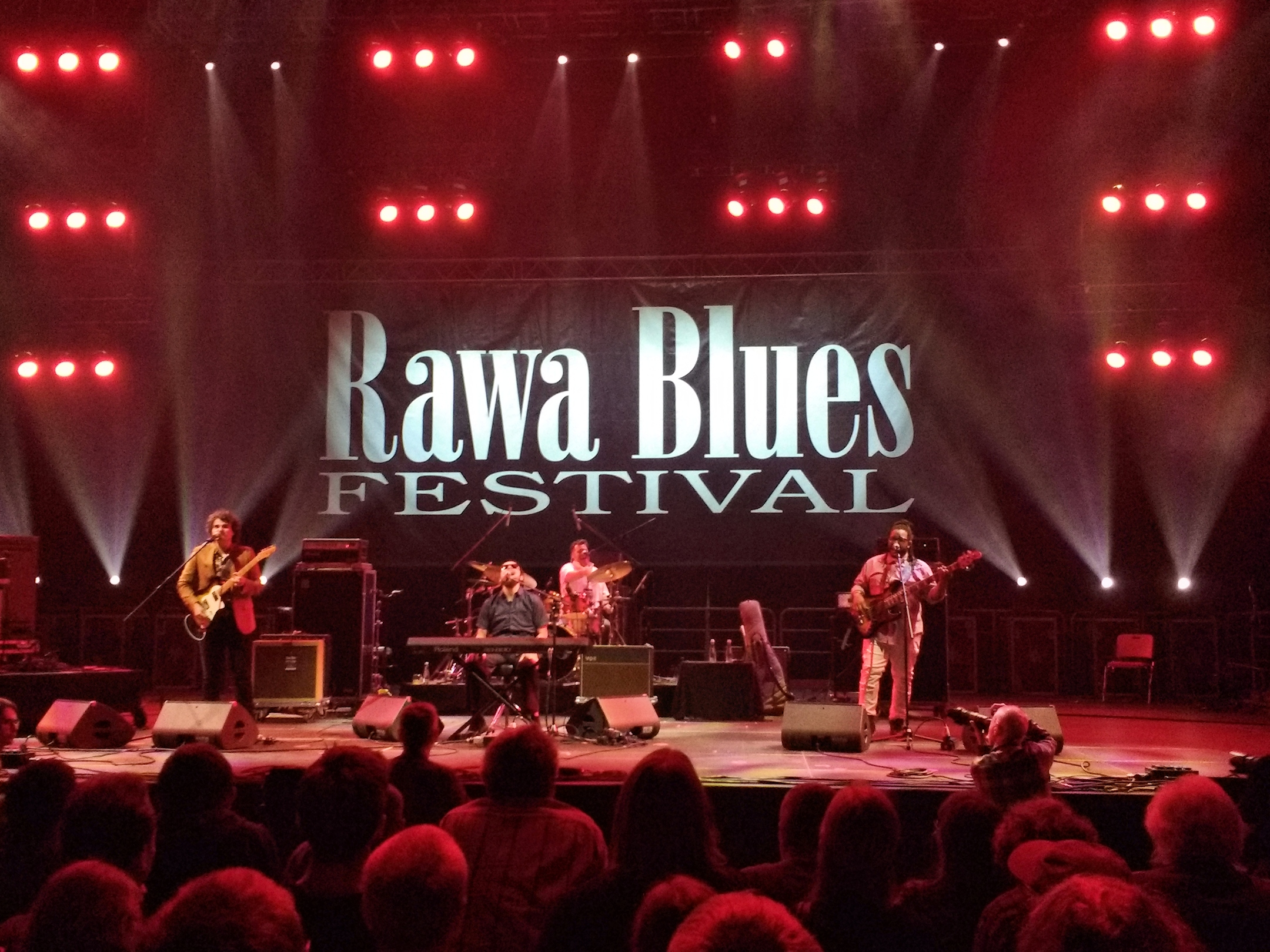
Rawa Blues Festival 2019

- Blues & Folk Festiwal w Bydgoszczy
- Blues Express w Zakrzewie
- Blues nad Bobrem w Kliczkowie i Bolesławcu
- Blues Rock Jazz Warsaw Festival w Warszawie
- Koło Bluesa Festival w Kole
- Bluesonalia w Koninie
- Bluesroads w Krakowie
- Bluestracje w Chorzowie i kilku innych miastach
- Festiwal Bluesowo-Rockowy im. Miry Kubasińskiej „Wielki Ogień” w Ostrowcu Świętokrzyskim
- Festiwal Muzyczny im. Ryśka Riedla w Tychach
- Gdynia Blues Festiwal
- Jesień z Bluesem w Białymstoku
- Jimiway Blues Festival w Ostrowie Wielkopolskim
- Las, Woda i Blues w Sławie
- Lauba Pełno Bluesa w Chorzowie
- Mysłowicka Jesień z Bluesem w Mysłowicach
- Olsztyńskie Noce Bluesowe
- Przeworsk Blues Festiwal w Przeworsku
- Rawa Blues Festival w Katowicach
- Satyrblues – festiwal bluesa i satyry w Tarnobrzegu
- Spring Blues Night w Ciechanowie
- Suwałki Blues Festival
- Toruń Blues Meeting

### Festiwale chóralne
- Ogólnopolski Turniej Chórów „Legnica Cantat” w Legnicy
- Międzynarodowy Festiwal Chórów Uniwersyteckich „Universitas Cantat” w Poznaniu
- Międzynarodowy Festiwal Muzyki Sakralnej „Gaude Mater” w Częstochowie
- Ogólnopolski Konkurs Chórów a Cappella Dzieci i Młodzieży w Bydgoszczy

### Festiwale country
- Piknik Country w Mrągowie
- Piknik Country w Dąbrowie Górniczej

### Festiwale muzyki dziecięcej
- Ogólnopolski Festiwal Piosenki Dziecięcej i Młodzieżowej w Chodzieży
- Międzynarodowy Dziecięcy Festiwal Piosenki i Tańca w Koninie
- Konkurs Piosenki Wygraj Sukces w Tarnobrzegu
- Śpiewograniec – ogólnopolski festiwal piosenki harcerskiej w Tarnobrzegu
- Europejski Integracyjny Festiwal Piosenki Dziecięcej INTERMUZA w Sosnowcu

### Festiwale gospel
- Międzynarodowy Festiwal Muzyki Gospel Camp Meeting w Osieku i Gniewie
- Festiwal 7xGospel w Krakowie
- Opole Gospel Festiwal w Opolu
- Festiwal Gospel nad Wartą w Koninie
- Festiwal Wiosna Gospel w Lublinie

### Festiwale jazzowe
- Bielska Zadymka Jazzowa w Bielsku-Białej
- Blues Rock Jazz Warsaw Festival w Warszawie
- Bydgoszcz Jazz Festival
- Bydgoszcz Big Band Festiwal
- Drums Fusion (Bydgoskie Drums Fuzje) – festiwal sztuki perkusyjnej organizowany przez Miejski Ośrodek Kultury w Bydgoszczy
- Era Jazzu
- Gdańskie noce Jazsowe
- Jazz i okolice w Katowicach
- Jazz Jamboree w Warszawie
- Jazz Juniors
- Jazz na Buduku w Puszczy Augustowskiej
- Jazz nad Odrą we Wrocławiu
- Jazz w Lesie w Sulęczynie
- Jazzowa Jesień w Bielsku-Białej
- Muzeum Jazz Festiwal w Ostrowie Wielkopolskim
- Komeda Jazz Festival w Słupsku
- Krakowska Jesień Jazzowa
- Ladies’ Jazz Festival w Gdyni
- Międzynarodowy Festiwal Pianistów Jazzowych w Kaliszu
- Międzynarodowy Festiwal Starzy i Młodzi czyli Jazz w Krakowie
- Solo Duo Trio Jazz Festival
- Sopot Molo Jazz Festival w Sopocie
- Warsaw Summer Jazz Days
- Zaduszki Jazzowe w Krakowie

#### Jazz tradycyjny
- Old Jazz Meeting „Złota Tarka” w Iławie

### Festiwale folkowe/ludowe
- Festiwal Kapel i Śpiewaków Ludowych w Kazimierzu Dolnym
- Międzynarodowe Spotkania Folklorystyczne im. Ignacego Wachowiaka w Lublinie
- Festiwal Mikołajki Folkowe w Lublinie
- Festiwal Kultury Celtyckiej w Dowspudzie
- Festiwal Rozstaje w Krakowie
- Krotoszyn Folk Festival w Krotoszynie
- Międzynarodowy Festiwal Folklorystyczny Kasztelania w Sierpcu
- Festiwal Ethno Port w Poznaniu
- Globaltica w Gdyni
- Jarmark Jagielloński w Lublinie

### Festiwale metalowe
- Metalmania w Katowicach
- Dni Metalu w Malborku
- Hunter Fest w Szczytnie
- S'thrash'ydło w Ciechanowie
- Summer Dying Loud w Aleksandrowie Łódzkim[1]

### Festiwale piosenki aktorskiej
- Przegląd Piosenki Aktorskiej we Wrocławiu
- Ogólnopolski Festiwal Interpretacji Piosenki Aktorskiej w Bydgoszczy

### Festiwale piosenki autorskiej i poezji śpiewanej
- Festiwal Sztuk Różnych „Bieszczadzkie Anioły” – organizowany w latach 2001–2009 w Cisnej, Dołżycy i Wetlinie.
- Festiwal Piosenki Dołującej – organizowany od 2013 roku w Żabieńcu (uroczysko Zimne Doły) w gminie Piaseczno.
- Gitarą i Piórem – festiwal, którego początki sięgają 1989 roku. Do roku 2007 włącznie odbywał się w Borowicach koło Jeleniej Góry. Od 2008 roku impreza organizowana jest w Karpaczu (na stoku Lodowiec).
- Borowickie spotkania z poezją śpiewaną „Gitarą i...” – organizowane od 2008 roku we wsi Borowice koło Jeleniej Góry.
- Ogólnopolski Konkurs Piosenki Artystycznej „O Złote Koło Młyńskie” – organizowany od 2001 roku w Stargardzie. Do 2009 roku włącznie nosił nazwę Ogólnopolski Konkurs Piosenki Poetyckiej „O Złote Koło Młyńskie”.
- Ogólnopolski Przegląd Piosenki Autorskiej (OPPA) – odbywający się od 1978 roku w Warszawie
- Festiwal „Pieśniarze Niepokorni” – organizowany od 2013 roku we Wrocławiu.
- Bieszczadzkie Spotkania ze Sztuką „Rozsypaniec” – organizowane od 2010 roku w Cisnej i Dołżycy (pierwsza edycja także w Wetlinie).
- Ogólnopolskie Spotkania Zamkowe „Śpiewajmy Poezję” – organizowane od 1974 roku w Olsztynie.
- Ogólnopolski Przegląd Piosenki Turystycznej, Poezji Śpiewanej i Sztuk Różnych „Wrzosowisko” – organizowany od 1988 roku w Kędzierzynie-Koźlu.
- Festiwal „Wszystko jest poezją” – organizowany od 1992 roku w Ostrowie Wielkopolskim
- Lubelski Festiwal Piosenki Autorskiej i Poetyckiej "Metamorfozy Sentynentalne" – organizowany od 2011 roku w Lublinie

### Festiwale muzyki chrześcijańskiej
- Festiwal Chrześcijańskie Granie w Warszawie
- Międzynarodowy Ekumeniczny Festiwal muzyki chrześcijańskiej Song of Songs w Toruniu
- Międzynarodowy Festiwal Muzyki Gospel Camp Meeting Osiek w Osieku
- Festiwal Muzyki Dobrej w Warszawie
- Spotkania z Kulturą Chrześcijańską – Festiwal Pozytywne Wibracje w Krotoszynie
- Hosanna Festival – Ogólnopolski Festiwal Muzyki Chrześcijańskiej w Siedlcach
- Ogólnopolski Konkurs Pieśni Pasyjnej w Bydgoszczy
- Muzyczne Spotkania pod Krzyżem w Górznie. Festiwal odbył się w roku 1992, 1997, 2000 i 2001. Organizator: Wojciech Kalinowski, przy współpracy ks. Stefana Maliszewskiego[2]. Festiwal Muzycznych Spotkań nie miał charakteru konkursu czy przeglądu. Ideą Spotkań była radość jaką daje muzyka, jej wykonywanie i słuchanie. Każdy wykonawca przedstawiał swój ok. 20 minutowy program. Więcej na stronie organizatora. Wydany został również wspomnieniowy folder.

### Festiwale muzyki elektronicznej
- Międzynarodowe Prezentacje Muzyczne Ambient w Gorlicach
- Audioriver w Płocku
- Sunrise Festival w Kołobrzegu
- Festiwal Energii w Jaworznie
- Euforia Dźwięku Gorzów Wielkopolski, Barlinek, Pniewo
- Global Gathering w Poznaniu
- Creamfields we Wrocławiu
- Musica Electronica Nova we Wrocławiu
- Nature One w Katowicach
- Up To Date Festival w Białymstoku
- Electrocity w Lubiążu
- AudioLake w Radkowie koło Kłodzka
- Sensation White we Wrocławiu
- Summer of Rose Festival w Leśniowicach
- Mayday w Katowicach
- Beach Party w Gdyni
- The Day of Electronic Music w Cekcynie
- Tauron Nowa Muzyka w Katowicach

#### Historyczne
- Astigmatic – różne lokalizacje
- Zlot Elektronicznych Fanatyków (ZEF) – Karpacz, Pisz

### Festiwale muzyki alternatywnej
- Open’er Festival w Gdyni
- Orange Warsaw Festival w Warszawie
- Kraków Live Music Festiwal w Krakowie
- Low Fi festival w Bydgoszczy
- Off Festival w Katowicach (wcześniej w Mysłowicach)
- Slot art festiwal w Lubiążu
- Festiwal Ekspresji Twórców Amatorów (FETA) w Łodzi – impreza organizowana przez młodzież licealną, promująca młode talenty
- Gdańsk Tattoo Konwent w Gdańsku
- Warhead festival w Ustce
- Mózg Festiwal w Bydgoszczy
- Łąkifest - Jam Session Malczyce
- Wschód Kultury – Inne Brzmienia
- Męskie Granie – ogólnopolska trasa koncertowa

### Festiwale muzyki poważnej

#### Muzyka dawna
- Ogólnopolski Festiwal Zespołów Muzyki Dawnej „Schola Cantorum” w Kaliszu
- Chanterelle Festival w Gołuchowie i Ostrowie Wielkopolskim
- Festiwal Pieśń Naszych Korzeni w Jarosławiu
- Festiwal Muzyki Dawnej w Starym Sączu
- Festiwal Tańców Dworskich „Cracovia Danza” w Krakowie
- Międzynarodowy Kongres i Festiwal Musica Antiqua Europae Orientalis w Bydgoszczy

#### Muzyka gitarowa
- Letni Festiwal Gitary w Krzyżowej
- Nyska Jesień Gitarowa w Nysie
- Śląski Festiwal Gitary Elektrycznej w Katowicach i Chorzowie
- Wrocławski Festiwal Gitarowy we Wrocławiu

#### Muzyka poważna
- Międzynarodowy Festiwal „Chopin w barwach jesieni” w Antoninie i Ostrowie Wielkopolskim
- Międzynarodowy Festiwal „Muzyka w Starym Krakowie” w Krakowie
- Międzynarodowy Festiwal im. Johannesa Brahmsa we Wrocławiu
- Międzynarodowy Konkurs Pianistyczny im. Ignacego Jana Paderewskiego w Bydgoszczy
- Ogólnopolski Festiwal Muzyki Organowej i Kameralnej - Komorniki
- Międzynarodowy Letni Festiwal „Toruń – Muzyka i Architektura”
- Międzynarodowy Festiwal Muzyczny im. Krystyny Jamroz w Busku-Zdroju
- Letni Festiwal Muzyczny „W Krainie Chopina”
- Międzynarodowy Festiwal Muzyczny „Sacrum non Profanum” w Trzęsaczu
- Międzynarodowy Konkurs Młodych Pianistów Arthur Rubinstein in memoriam w Bydgoszczy
- Bydgoski Festiwal Muzyczny
- Festiwal Laureatów Konkursów Muzycznych w Bydgoszczy
- Festiwal im. Adama Didura w Sanoku
- Międzynarodowy Festiwal Mozartowski Mozartina w Gdańsku
- Gdański Festiwal Muzyczny w Gdańsku

#### Muzyka oratoryjno-kantatowa
- Międzynarodowy Festiwal Muzyki Oratoryjno-Kantatowej Wratislavia Cantans we Wrocławiu
- Dni Muzyki Oratoryjno-Kantatowej w Przemyślu

#### Muzyka kameralna
- Festiwal Muzyki Kameralnej w Kościerzynie

#### Muzyka organowa
- Międzynarodowy Festiwal Muzyki Organowej we Fromborku
- Mariackie Wieczory Muzyczne w Toruniu (Koncerty Organowe)
- Ogólnopolski Festiwal Muzyki Organowej i Kameralnej - Komorniki
- Bydgoskie Wieczory Organowe
- Międzynarodowe Koncerty Organowe w Tarnobrzegu
- Letni Festiwal Organowy w Olkuszu
- Międzynarodowe Olkuskie Dni Muzyki Organowej i Kameralnej
- Festiwal Młodych Organistów i Wokalistów w Bydgoszczy
- Międzynarodowy Festiwal Muzyki Organowej i Kameralnej w Leżajsku
- Koncerty muzyki organowej w ramach Muzycznych Spotkań pod Krzyżem w Górznie.

#### Muzyka współczesna
- Warszawska Jesień w Warszawie
- Festiwal Prawykonań w Katowicach
- Festiwal Brand New Music w Katowicach

### Festiwale operowe/operetkowe
- Festiwal i Konkurs Sztuki Wokalnej im. Ady Sari
- Bydgoski Festiwal Operowy
- Europejski Festiwal im.Jana Kiepury

### Festiwale pop
- Festiwal Jedynki w Sopocie
- Krajowy Festiwal Piosenki Polskiej w Opolu
- Festiwal Twórców Polskiej Piosenki we Wrześni
- Life Festival Oświęcim w Oświęcimiu
- Sopot Festival w Sopocie
- TOPtrendy w Sopocie
- Artpop Festival Złote Przeboje Bydgoszcz
- Festiwal Pamięci Andrzeja Zauchy „Serca Bicie” w Bydgoszczy
- Hity Na Czasie

### Festiwale reggae
- Raggaeland w Płocku
- Najcieplejsze Miejsce Na Ziemi w Wodzisławiu Śląskim
- Ostróda Reggae Festival w Ostródzie
- Regałowisko w Bielawie
- Reggae na Piaskach w Ostrowie Wielkopolskim
- Nie zabijaj
- Reggae & Blues Festiwal w Kujawsko-Pomorskie
- Piknik Reggae Chocianów
- Rock Reggae Festiwal w Brzeszczach
- Reggae is King Poznań
- Reggae nad Wartą Gorzów Wlkp.
- Reggae Day Festival w Częstochowie
- Cracow Reggae Festival w Kraków

### Festiwale rockowe
- Around the rock w Czerwionce-Leszczynach
- Blues Rock Jazz Warsaw Festival w Warszawie
- Elsauria Warsaw Festival w Warszawie
- Płock Cover Festival w Płocku
- Muszla Fest w Bydgoszczy
- Chełmstok w Chełmie
- Rock May Festival w Skierniewicach

#### Historyczne
- Ogólnopolski Festiwal Awangardy Beatowej w Kaliszu
- Festiwal w Jarocinie

#### Współczesne
- Open’er Festival w Gdyni
- Pol’and’Rock Festival w Czaplinku
- Seven Festival Music & More w Węgorzewie
- Off Festival w Mysłowicach
- Festiwal Energii w Jaworznie
- Malborski Przegląd Muzyczny w Malborku
- Open Air Rock Festival w Wejherowie
- Solo Życia w Lublinie
- Live Music Festival w Krakowie
- Rockowisko w Hajnówce
- Fląder Festiwal w Gdańsku
- Cieszanów Rock Festiwal w Cieszanowie
- Wschód Kultury – Inne Brzmienia

#### Rock gotycki
- Castle Party na zamku w Bolkowie

#### Rock progresywny
- Festiwal Rocka Progresywnego im. Tomasza Beksińskiego – Gniewków, od 2016 Toruń
- Ino Rock w Inowrocławiu
- Summer Fog Festival w Katowicach

### Festiwale szantowe, turystystyczne, harcerskie i studenckie
- Bydgoski Festiwal Wodny Ster na Bydgoszcz
- Harcerski Festiwal Kultury Młodzieży Szkolnej „Kielce”
- Jeziorak Shanties Meeting w Iławie
- Łarpia Sail Festival – Międzynarodowy Festiwal Piosenki Morskiej i Folk – festiwal żeglarski i muzyczny w Policach, odbywa się corocznie na początku maja
- Ogólnopolski Festiwal Piosenki Studenckiej „Łykend” we Wrocławiu
- Festiwal szantowy Port Pieśni Pracy w Tychach
- Studencki Festiwal Piosenki – organizowany od 1962 roku w Krakowie.
- Międzynarodowy Festiwal Piosenki Żeglarskiej „Shanties” w Krakowie
- Szanty na wodzie w Ślesinie
- Szanty we Wrocławiu – Spotkania z Piosenką Żeglarska i Muzyką Folk
- W górach jest wszystko co kocham
- Ogólnopolski Przegląd Piosenki Turystycznej, Poezji Śpiewanej i Sztuk Różnych „Wrzosowisko” – organizowany od 1988 roku w Kędzierzynie-Koźlu.
- Ogólnopolski Studencki Przegląd Piosenki Turystycznej „YAPA” – organizowany od 1974 roku w Łodzi
- Ogólnopolski Festiwal Piosenki Żeglarskiej w Kunicach (od 1990)

### Inne
- Basowiszcza – Festiwal Młodej Białorusi w pobliżu miejscowości Gródek koło Białegostoku
- Ekosong – festiwal piosenki ekologicznej organizowany przez franciszkanów z Katowic Panewnik
- Festiwal Artystyczny Młodzieży Akademickiej FAMA w Świnoujściu
- Pejzaż bez Ciebie – Festiwal Twórczości Niezapomnianych Artystów Polskich w Bydgoszczy
- Harmonica Bridge

#### Historyczne
- Festiwal Piosenki Radzieckiej w Zielonej Górze

## Na świecie

### Festiwale folkowe
- międzynarodowe
  - Festiwal Muzyki Folkowej Eurowizji
- Niemcy
  - Międzynarodowy Festiwal Muzyki Etnicznej Tanz&Fest w Rudolstadt

### Festiwale muzyki dziecięcej
- Włochy
  - Zecchino d’Oro w Bolonii

### Festiwale muzyki poważnej
- Austria
  - Festiwal w Salzburgu
- Wielka Brytania
  - Promy w Londynie

### Festiwale pop

#### historyczne
- USA
  - Monterey Pop Festival w Monterey

#### współczesne
- międzynarodowe
  - Konkurs Piosenki Eurowizji
  - Konkurs Piosenki Eurowizji dla Dzieci
- Szwecja
  - Festiwal Krajów Nadbałtyckich w Karlshamn
- Włochy
  - Festiwal Piosenki Włoskiej w San Remo

### Festiwale rockowe

#### historyczne
- międzynarodowe
  - Live Aid
  - Live 8
- USA
  - Woodstock w Bethel w stanie Nowy Jork

#### współczesne
- Dania
  - Roskilde Festival w Roskilde
- Francja
  - Hellfest w Clisson
- Niemcy
  - Wave Gotik Treffen w Lipsku
  - M’era Luna Festival w Hildesheim
- Rumunia
  - Peninsula / Félsziget Festival w Târgu Mureș (Siedmiogród)
- Węgry
  - Sziget Festival w Budapeszcie
- Serbia
  - Exit w Nowym Sadzie
  - Belgrade Beer Fest w Belgradzie

### Festiwale techno
- międzynarodowe
  - Mayday
- Niemcy
  - Love Parade w Berlinie